# Ноткин, Александр Ефимович
Алекса́ндр Ефи́мович Но́ткин (род. 27 ноября 1980, Ленинград) — российский актёр, режиссёр, диктор и продюсер.

## Биография
Родился в Ленинграде (ныне Санкт-Петербурге) 27 ноября 1980 года в семье медиков. По окончании Театральной академии (СПбГАТИ, курс С. Я. Спивака), работал в различных театрах Санкт-Петербурга, снимался в кино и сериалах, озвучивал фильмы. В настоящий момент работает в России и США.
Санкт-Петербургская Государственная Театральная Академия (СПб ГАТИ-бывший ЛГИТМиК)
2004—2008, артист драматического театра и кино.
Педагог по актёрскому мастерству в Институте театра и кино Ли Страсберга в Нью-Йорке в 2014—2015 годы.
Фирменный голос Радио «Монте-Карло», Санкт-Петербург.
Официальный голос Михайловского театра.

## Фильмография

### Актёр
- 2006 — Меченосец
- 2008 — Литейный, 4 (сериал)
- 2009 — Дорожный патруль 3 (сериал) — Кирилл
- 2010 — Литейный (сериал) — Испанец
- 2010 — Человек у окна
- 2011 — Достоевский
- 2011 — Суходол — Войткевич
- 2011 — Прощай, «Макаров»! — Александр Кондратьев («Алекс Инкуб»), радиоведущий
- 2011 — Я ему верю — Митрохин, оперативник (11-я серия)
- 2015 — Сериал «Madam Secretary», CBS, США
- 2018 — Сериал «The Americans», FX, США
- 2020 — Сериал «The Punisher», Netflix, США

### Актёр дубляжа
- 2000 — Русалочка 2: Возвращение в море — принц Эрик
- 2001 — Ну и ну! Земляничные яйца (сериал) (I My Me! Strawberry Eggs) — Hibiki Amawa
- 2005 — Эпик фейл короля Артура
- 2006 — Клуб Микки Мауса
- 2008 — Хроники Нарнии: Принц Каспиан
- 2008 — Мальчик в полосатой пижаме (The Boy in the Striped Pyjamas) — Leutenant Kötler
- 2009 — Терминатор: Да придёт спаситель (Terminator Salvation) — John Connor
- 2009 — Аватар (Avatar) — Jake Sully
- 2009 — Vизитеры
- 2009 — Удивительные Люди Икс: Одаренные (2009)
- 2010 — Аватар, режиссёрская версия (Avatar, The Director’s Cut) — Jake Sully
- 2010 — Чёрная Пантера
- 2011 — Небо видело всё — голос за кадром
- 2011 — Супер-кролик Реккит
- 2011 — Отважная Лифи
- 2011 — Ночь страха
- 2011 — Солдаты удачи
- 2011 — Тор и Локи: Кровные братья
- 2011 — Джесси
- 2011 — Однажды в сказке
- 2012 — Джон Картер
- 2012 — Великий Человек-паук
- 2012 — Удивительные Люди Икс: Битые
- 2012 — Удивительные Люди Икс: Опасные
- 2012 — Ральф
- 2012 — Лето. Пляж. Кино
- 2013 — Росомаха: Начало
- 2013 — Конь-огонь
- 2013 — Микки Маус
- 2013 — Галитоз
- 2013 — Спасти мистера Бэнкса (2013)
- 2013 — Самолеты
- 2013 — Пятая Власть (The Fifth Estate) — Джулиан Ассанж
- 2014 — Рыцари Marvel: Вечные
- 2014 — Росомаха. Оружие Икс: Завтра умрёт сегодня

### Режиссёр
- 2013 — «Письма Вертинского» СПб / Польша, Варшава
- 2014 — «ART» — New York
- 2015 — «I Remember It Well», Lee Strasberg Theatre — New York
- 2015 — «Loitering» опера-фарс, Manhattan Repertory Theatre — New York
- 2016 — «Defendant Maurice Chevalier», American Theatre of Actors — New York[2]